# Petra Rudolf
Petra Rudolf (München, 1957) is een Duitse vastestoffysicus. Ze is sinds 2003 als hoogleraar verbonden aan de Rijksuniversiteit Groningen. 

## Opleiding
Rudolf is geboren in München, maar verhuisde op jonge leeftijd naar Italië waar ze de middelbare schoolopleiding afrondde. Ze studeerde vervolgens natuurkunde aan de Universiteit Sapienza Rome, waar ze in 1987 afstudeerde. Ze werkte gedurende de eerste 5 jaar na haar studie afwisselend bij het National Surface Science Laboratory in Triëst, en het AT&T Bell Laboratories in de Verenigde Staten. In 1995 promoveerde ze aan de Facultés Universitaires Notre-Dame de la Paix in Namen.

## Vervolgloopbaan en onderzoek
Na enkele jaren gewerkt te hebben aan de universiteit in Namen werd ze (in 2003) hoogleraar Experimentele Vaste-stoffysica aan de Rijksuniversiteit Groningen bij het Materials Science Center (later Zernike Institute for Advanced Materials). In haar onderzoek richtte Rudolf zich onder meer op grafeen, een bijzondere vorm van koolstof, en de wisselwerking van koolstof met metalen. Ze gebruikt bij het onderzoek naar de eigenschappen van oppervlaktes van uiteenlopende materialen verschillende spectroscopietechnieken zoals elektronenspectroscopie en röntgenabsorptiespectroscopie. Daarnaast was ze met haar instituut nauw betrokken bij de ontwikkeling van zogenaamde nanomachines of nanomotoren. Deze minuscule “apparaten” op moleculaire of kleinere schaal kunnen energie in beweging omzetten.

## Vrouwenemancipatie
Rudolf heeft zich er voor ingezet dat meer vrouwen een loopbaan konden hebben binnen het natuurwetenschappelijk onderzoek. Zo is ze betrokken bij het Rosalind Franklin Fellowship-programma aan de Rijksuniversiteit Groningen, dat is bedoeld om extra mogelijkheden te beiden voor vrouwen een hoogleraarspositie binnen deze universiteit vervullen.
Daarnaast zet ze zich binnen de belangrijkste Nederlandse natuurkundige organisaties er voor in dat vrouwen kiezen voor een loopbaan in de natuurkunde, geeft ze lezingen met al thema “Vrouwen in de Natuurkunde?” en is ze betrokken geweest bij cursussen voor vrouwelijke promovendi en bij NIMF, het Nederlandse netwerk voor vrouwen werkzaam in de informatica, wiskunde en natuurkunde. 

## Bestuur
Rudolf heeft naast haar onderzoek diverse bestuursfunctie vervuld. Buiten de universiteit was ze onder meer voorzitter van de Belgische Natuurkundige Vereniging (2000 tot 2001), voorzitter van de European Physical Society (2018-). Ze was tevens lid van diverse adviescommissies binnen Europa en in Afrika. 
Binnen de Rijksuniversiteit Groningen was ze voorzitter van het bestuur van het Zernike Institute for Advanced Materials, lid van de Universitaire Commissie voor de Wetenschapsbeoefening, directeur van de Graduate School van de Faculteit Science & Engineering en 'Dean of Graduate Studies'.

## Breed publiek
Op verschillende manieren zet Rudolf zich in om de natuurkunde bij een breder publiek bekend te maken. zo is ze bestuurslid van het Koninklijk Natuurkundig Genootschap Groningen dat door voordrachten de belangstelling voor de kennis der natuurwetenschappen wil bevorderen. Ook is ze voorzitter van het bestuur van de Stichting Nationale Natuurkunde Olympiade die jaarlijks de Nationale Natuurkunde-Olympiade in Nederland organiseert. 

## Erkenning
Petra Rudolf is een Fellow van de American Physical Society, welke positie ze verkreeg vanwege haar werk aan grafeen en de door licht aangedreven synthetische moleculaire motoren. Daarmee was ze de eerste vrouwelijke fysicus in Nederland die lid werd van de vereniging. Rudolf en haar onderzoeksgroep waren een van de winnaars van de Europese Descartesprijs voor hun bijdragen aan de ontwikkeling van synthetische nanomachines.
In 2013 werd ze benoemd tot officier in de Orde van Oranje-Nassau. In 2016 volgde de verkiezing tot lid van de Duitse National Academy of Science and Engineering en in 2021 tot lid van de Academia Europaea.